# Vijaya Karnataka
Vijaya Karnataka is een Kannada-krant in India. Het broadsheet-daghblad werd in oktober 2000 opgericht door de VRL Group. Het blad was toen een maand lang gratis, daarna moest men ervoor betalen. De krant, gedrukt in kleuren, werd met haar zusterbladen later gekocht door Bennett, Coleman & Co., de uitgever van India's grootste krant, The Times of India. De krant is gevestigd in Bangalore.